# Felix Oschmautz
Felix Oschmautz, né le 18 juillet 1999 à Maria Saal, est un kayakiste autrichien, spécialisé dans le slalom.

## Biographie
Felix Oschmautz termine quatrième en K1 slalom aux Jeux olympiques d'été de 2020 à Tokyo. Il remporte aux Championnats d'Europe de slalom de canoë-kayak 2022 la médaille de bronze en K1 ainsi qu'en K1 extrême. Il est médaillé d'argent en slalom extrême aux Jeux européens de 2023 à Cracovie. Aux Championnats d'Europe de slalom de canoë-kayak 2024 à Tacen, il est médaillé d'argent en K1 par équipe.
En juillet 2024, il est nommé porte-drapeau de la délégation autrichienne aux Jeux olympiques de 2024 en compagnie de la judokate Michaela Polleres.